# Швирков Борис Євгенович
Борис Євгенович Швирков (нар. 3 вересня 1970) — радянський та казахський футболіст, захисник та півзахисник.

## Кар'єра гравця
Футбольну кар'єру розпочав 1986 року в складі «Меліоратора» (Шимкент), який виступав у Другій лізі СРСР. У 1989 році зіграв 3 матчі за РШВСМ (Алмати), але вже наступного року повернувся до «Меліоратора» (Шимкент). У 1991 році перейшов у «Металіст», проте виступав виключно грав за дублюючий склад (6 матчів). У 1992 році грав за «Арсенал-СКІФ» у першому розіграші Вищої ліги чемпіонату Казахстану.
Під час зимової перерви сезону 1992/93 років переїхав до України, де уклав договір з «Кривбасом». Дебютував у футболці криворізького клубу 14 березня 1993 року в програному (0:2) домашньому поєдинку 16-о туру Вищої ліги проти запорізького «Металурга». Борис вийшов на поле в стартовому складі, але на 18-й хвилині його замінив Сергій Соловйов. У весняно-літній частині сезону зіграв 15 матчів у вищому дивізіоні чемпіонату України.
Потім повернувся до Казахстану, де грав за «Ордабаси-СКІФ» та «Яси» (Туркестан). По ходу сезону 1994 році перебрався до Фінляндії, де грав за КП (Кемі) у Юккьонені. У 1995 році повернувся до Казахстану, де грав спочатку за «Тараз» та «Ордабаси-СКІФ». У 1997 році знову виїхав до Фінляндії, де виступав за ПаВе. Наступного року повернувся до Казахстану, де захищав кольори «Жигера», «Дустика» та «Акжайика» (Атирау). Футбольну кар'єру завершив 2002 року в «Дустику».

## Особисте життя
Батько, Євген Швирков, також був футболістом, виступав у складі команд майстрів.